# البرهنة بالحشو

في نظرية التعقيد الحسابي البرهنة بالحشو هي وسيلة مشروطة للبرهنة وهو إذا تساوى قسمين (أو اختلفا) فكذلك أيضا الأقسام الكبيرة كذلك.

## امثلة
إذا برهنا أن NP=P حينئذ EXP=NEXP وهذا باستخدام البرهنة بالحشو كالتالي:
لنفرض أن: NP=P , ونريد أن نبرهن: EXP=NEXP , يكفي ان نبرهن أن NEXP⊆EXP وذلك ان الاحتواء العكسي مفهوم ضمنا.
فلتكن L∈NEXP
بما أن L تابعة للقسم NEXP لذا يوجد الة تورنغ غير قطعية M التي تقرر L بوقت {\displaystyle 2^{n^{c}}} ,
فلتكن 'L اللغة التالية: {\displaystyle L'=\{x1^{2^{|x|^{c}}}|x\in L\}}
نلاحظ ان 'L تتبع القسم NP ,
وذلك لانه باعطائنا مدخل 'x ذو الهيئة x'=x12|x|c يمكننا ان نقرر بوقت كثير الحدود بواسطة الآلة M إذا ما يتبع 'L .
وبما اننا فرضنا ان NP=P حينها يوجد آلة حتمية التي تقرر 'L نرمز لها 'M .
حينها نبرهن ان L تتبع EXP بالشكل التالي:
باعطائنا x حاكي عمل 'M على المدخل x'=x12|x|c وافعل مثلما تفعل الآلة.
معنى الحشو في المثل الاخير: أننا «حشونا» المدخل بكثير من ال 1 بحيث أن اللغة L الآن تتبع القسم الاصغر نتيجة الحشو ما معناه:
لنفرض ان طول المدخل: {\displaystyle |x|=n} , وبعد الحشو: {\displaystyle |x'|=2^{|x|^{c}}} .